# Dariusz Tomasz Lebioda
Dariusz Tomasz Lebioda (ur. 23 kwietnia 1958 w Bydgoszczy) – polski poeta i krytyk literacki.

## Życiorys
Syn Władysława i Krystyny z d. Grzechowiak. Jest absolwentem V LO w Bydgoszczy (1978), w latach 1979–1984 studiował na WSP w Bydgoszczy (filologia polska), w 1994 obronił doktorat na Uniwersytecie Gdańskim. W latach 1984–1985 pracował jako nauczyciel w I LO w Bydgoszczy, a później był wieloletnim wykładowcą literatury polskiej w Uniwersytecie Kazimierza Wielkiego w Bydgoszczy. W 2002 w The State University of New York w Buffalo przebywał jako „visiting professor”. Wygłaszał wykłady na Uniwersytetach w Wilnie, Kijowie, Brnie, Fryburgu, w Fundacji Orensanza w Nowym Jorku, w  Audytorium Daga Hammarskjölda w ONZ. Był uczestnikiem wymiany poetów europejskich i chińskich – Pekin 2009.
Jest członkiem Towarzystwa Literackiego im. Adama Mickiewicza, Towarzystwa Literackiego im. H. Sienkiewicza, Związku Literatów Polskich, Stowarzyszenia Kultury Europejskiej (SEC). Laureat Nagrody Artystycznej Młodych im. Stanisława Wyspiańskiego 1989. W 2014 otrzymał, za całokształt twórczości literackiej, nagrodę specjalną im. Ryszarda Milczewskiego-Bruno – Gaśnica terenowa.
Publikacje w Znad Wilii - piśmie, wydawanym po polsku na Litwie.
Został odznaczony Srebrnym i Złotym Krzyżem Zasługi RP. 8 maja 2020 roku został odznaczony brązowym medalem „Zasłużony Kulturze Gloria Artis”.

## Publikacje

### Poezja
- Samobójcy spod wielkiego wozu, Warszawa 1980 – Nagroda w konkursie Pokolenie, które wstępuje, Warszawa 1980
- Maria, Bydgoszcz 1982
- Zomowcy i gitowcy (wydanie nielegalne), Bydgoszcz 1982
- Najnowszy testament, Bydgoszcz 1983 – Nagroda Imienia Andrzeja Bursy, Kraków 1984[10]
- Na chwilę przed końcem świata, Warszawa 1988
- Pole umierającej kraski, Kraków 1988 – Nagroda Imienia Klemensa Janickiego, Bydgoszcz 1988; Nagroda Artystyczna Młodych Imienia Stanisława Wyspiańskiego, Warszawa 1989
- Piloci ultrafioletowych dali, Bydgoszcz 1990 – Nagroda w konkursie miesięcznika „Fantastyka”
- Płacz, moje pokolenie. Wiersze wybrane, Bydgoszcz 1990 – Nagroda Za Najlepszą Książkę Poetycką Roku, Poznań 1990
- Czarna kałuża, Bydgoszcz 1993
- Kraina jaskółki, Bydgoszcz 1995
- Poemat o gwiezdnym chłopcu, Bydgoszcz 1996
- Krew jednorożca. Wiersze symboliczne, Bydgoszcz 1997
- Czarny jedwab, Bydgoszcz 1999
- Tren nowego czasu. Wiersze mistyczne 1979–1999, Bydgoszcz 1999
- Cmentarz niebieskich aniołów. Wiersze generacyjne 1980–1999, Bydgoszcz 2000
- Black Silk / Czarny jedwab, na ang. przeł. A. Szyper i S. H. Barkan, Nowy Jork / Kraków 2000
- Wiersze o miłości i śmierci, Poznań 2001
- Black Silk / Czarny jedwab, na ang. przeł. S. H. Barkan i A. Szyper, wyd. II, Nowy Jork / Kraków 2002 – Symboliczna Nagroda Imienia Ryszarda Milczewskiego–Bruna w Dziedzinie Poezji, Poznań 2002[11]
- Czaszka Kartezjusza, Warszawa 2003 – Nagroda Światowego Dnia Poezji – UNESCO „Poezja Dzisiaj”, Warszawa 2003 (tłumaczenia: *Череп Картезія, Вибрані вірші 1980–2001, przeł. na ukraiński Н. І. Поклад, С. О. Шевченко, Kijów 2002; Descartova lebka, przeł. na czeski L. Martinek, Opava 2003; Kartezijeva lubanja. Izabrane pjesme 1980–2000, na chorwacki przeł. Jadranka Nemeth–Jajić, Split 2004; Descartes’ Schädel, na niem. przeł. Karl Grenzler, Köln 2005)
- Psalmy świetlistej chwili, Bydgoszcz 2007
- La Bailarina de la Reina Hatshepsut. Poemas selectos 1980-2005, na hiszp. przeł. R. Vasquez-Velasquez, D. Mucha, Madrid-Guatemala 2008[12]
- Bulwar Singera, Wiersze amerykańskie, Bydgoszcz 2012
- Sprzedawca skowronków, Wiersze chińskie, Bydgoszcz 2013
- Żółty oleander, Wiersze arabskie, Bydgoszcz 2014
- Последняя капля, Избранные стихотворения, przeł. Wladimir Sztokman, Плевен 2015
- Ormiańska tancerka, Wiersze ormiańskie, Bydgoszcz 2015
- Z wiarą spójrz na Ararat, na ormiański przeł. Gagik Davtyan, Erywań 2015.
- Złota źrenica, Wiersze belgijskie, Bydgoszcz 2016
- Zomowcy i gitowcy (reprint), Bydgoszcz 2016
- Забраненият град, przeł. Vania Angelova, Плевен 2016

### Proza
- Chłopcy z cmentarza Świętej Trójcy, Bydgoszcz 1997 – Symboliczna Nagroda Imienia Ryszarda Milczewskiego–Bruna w Dziedzinie Prozy, Poznań 2013
- Dziennik ze stanu wojennego, Bydgoszcz 2016
- Aleja klonów, Bydgoszcz 2017

### Studia – eseistyka
- Mickiewicz wyobraźnia i żywioł, Bydgoszcz 1996 – Symboliczna Nagroda Imienia Ryszarda Milczewskiego–Bruna w Dziedzinie Eseistyki, Poznań 1999
- Pragnienie śmierci, Bydgoszcz 1996
- Przedsionek wieczności. Pośród pisarzy Pomorza, Kujaw i Wielkopolski, Bydgoszcz 1998
- Ptaki Mickiewicza i inne artykuły romantyczne, Bydgoszcz 1998 – Nagroda Za Najlepszą Książkę Eseistyczną Roku 1998 w Polsce, Poznań 1998
- Bryłka bursztynu. Literatura – Regiony – Pogranicza, Bydgoszcz 2001
- Marmur i blask. Studia. Szkice. Artykuły o poezji polskiej od Mickiewicza do Miłosza, Bydgoszcz 2000, wyd. II 2002
- Słowacki. Kosmogonia, Bydgoszcz 2004 – Laur Pogórza, Tarnów 2004
- Mattes Gold. Essays und Sentenzen, na niem. przeł. Karl Grenzler, Köln 2007.
- Krasiński. Gigantomachia, Bydgoszcz 2011 – Nagroda im. Witolda Hulewicza, Warszawa 2012; Medal Towarzystwa Hipolita Cegielskiego Labor Omnia Vincit, Poznań 2012; Statuetka Augusta Cieszkowskiego, Wierzenica 2013
- Axis Mundi. Romantyzm – Wiek XX – Nowy czas, Bydgoszcz 2013 – Literacka Nagroda roku 2013 „Strzała Łuczniczki”
- Odwieczny ogień Życie i twórczość Jidiego Majii, Bydgoszcz 2019

### Faktografia
- Tajemnice życia Karola Wojtyły, Bydgoszcz 1991
- Tajemnica papieża, Bydgoszcz 1997 (tłumaczenia: Papina tajna, na chorwacki przeł. Jadranka Nemeth–Jajić, Split 2000; Таємниця Папи, na ukraiński przeł. Н. І. Поклад, С. О. Шевченко, Kijów 2001; Tajemstvi papeze, na czeski przeł. Libor Martinek, Praha 2005)

### Antologie
- Droga do Ashramu. Antologia poezji kontrkulturowej, Bydgoszcz 1998
- Klejnoty poezji polskiej. Od Mickiewicza do Herberta, I wyd.Poznań 2001.

### Przekład
- Robert M. Giannetti, Wizja w zimie/Winter Vision, Bydgoszcz 2011.
- Jidi Majia, Ryty wieczności, Bydgoszcz 2016
- Jidi Majia, Śnieżna pantera, Bydgoszcz 2017
- Jidi Majia, Czerń i cisza, Bydgoszcz 2018